# فيليب دي سانتو
فيليب دي سانتو هو لاعب كرة قدم بلجيكي، ولد في 2 أبريل 1950، وتوفي في 23 أكتوبر 2012. لعب مع نادي بيسكارا.